# Heteromyias cinereifrons
La balia australiana frontegrigia (Heteromyias cinereifrons (E. P. Ramsay, 1876)) è un uccello della famiglia dei Petroicidi originario dell'Australia nord-orientale.

## Tassonomia
È una delle due specie del genere Heteromyias. In passato era classificata in un'unica specie, nota come Heteromyias albispecularis, assieme alla balia neoguineana cenerina della Nuova Guinea. Descritta dal naturalista australiano Edward Pierson Ramsay nel 1876, la petroica testagrigia appartiene alla famiglia dei cosiddetti «pettirossi australasiatici», i Petroicidi o Eopsaltridi. Gli studi sull'ibridazione del DNA condotti da Charles Sibley e Jon Ahlquist spinsero gli studiosi a classificare questo gruppo nel parvordine dei Corvida, che comprende molti Passeriformi tropicali e australiani, tra i quali i Pardalotidi, i Maluridi, i Melifagidi e i Corvidi. Tuttavia, grazie a ricerche molecolari più recenti, è stato scoperto che i Petroicidi appartengono invece a uno dei rami più antichi dell'altro parvordine degli Oscini, i Passerida (o uccelli canori «avanzati»).

## Descrizione

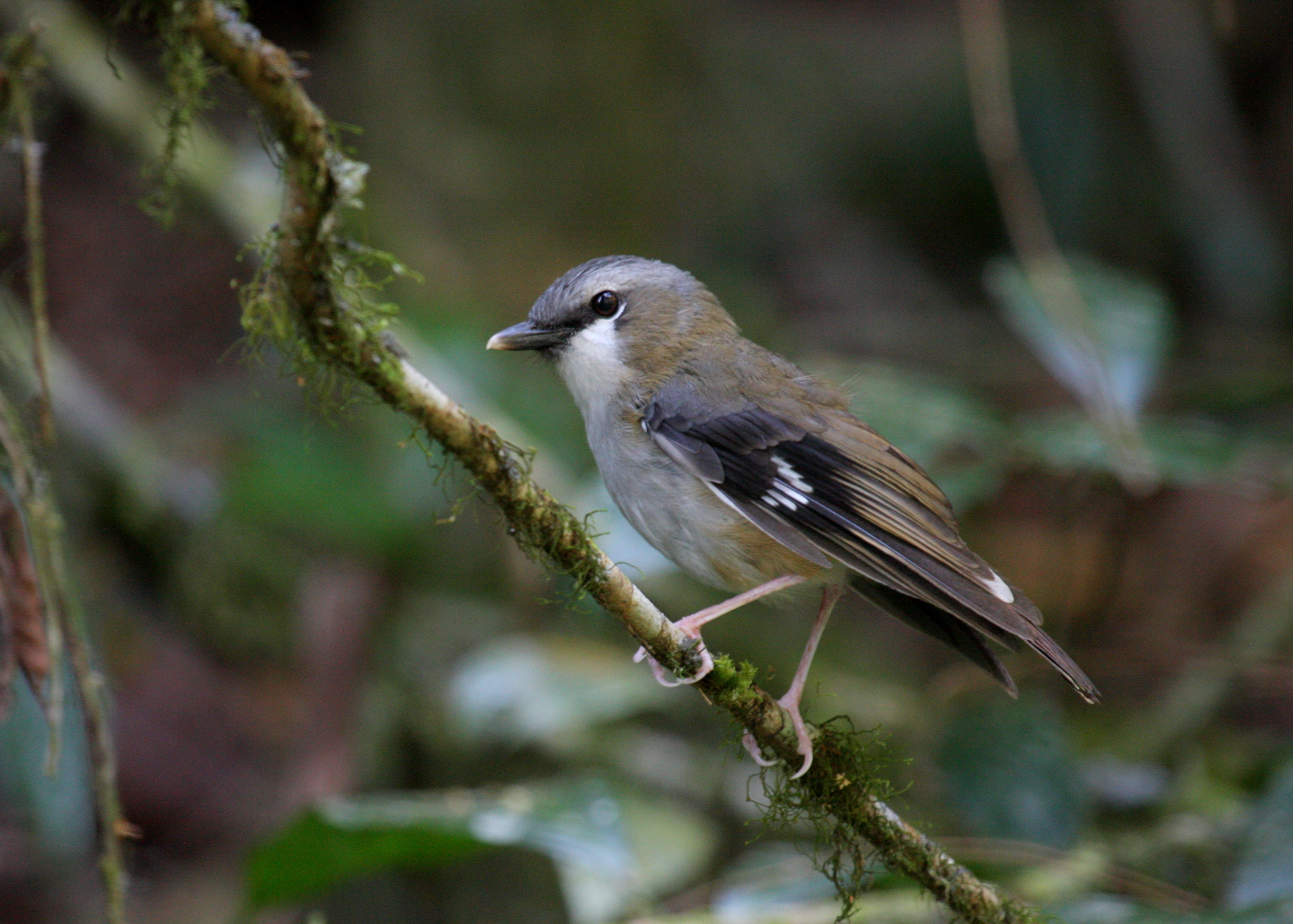
Esemplare su un ramo.

La balia australiana frontegrigia ha, come indica il nome, la sommità del capo di colore grigio, la gola bianca, le guance e le regioni superiori marrone-oliva, e una macchia bianca sulle ali. Le regioni inferiori sono più chiare: il petto è grigio chiaro e il ventre bianco. Becco e occhi sono marrone scuro.

## Distribuzione e habitat
È endemica delle regioni nord-orientali del Queensland. Il suo areale si estende tra la cittadina di Cardwell e il fiume Bloomfield. Vive nelle foreste tropicali e subtropicali, sia di pianura che di montagna.

## Biologia

### Riproduzione
La stagione degli amori va da agosto o settembre fino a gennaio; nel corso di un'unica stagione ciascuna coppia può avere anche due nidiate. Il nido è costituito da una sorta di coppa poco profonda fatta di corteccia, erbe, ramoscelli e foglie secche, fissati e legati assieme da tela di ragno e filamenti di felci e palme, mentre l'esterno è ricoperto da frammenti di vegetazione appassita. La struttura è posta generalmente tra le fronde di Smilax australis, una pianta rampicante, fino ad un'altezza di 10 m dal suolo. Ciascuna nidiata è composta da una o due uova, di 26×19 mm, di color camoscio, bianco-crema o bianco-verdastro, punteggiato da macchioline color marrone chiaro, generalmente concentrate attorno al polo maggiore.